# Aristide Pirovano
Aristide Pirovano PIME (* 22. Februar 1915 in Erba, Provinz Como; † 3. Februar 1997) war ein italienischer römisch-katholischer Ordensgeistlicher und Generalsuperior des Päpstlichen Instituts für die auswärtigen Missionen.

## Leben
Aristide Pirovano trat der Ordensgemeinschaft des Päpstlichen Instituts für die auswärtigen Missionen bei und empfing am 20. Dezember 1941 das Sakrament der Priesterweihe.
Pirovano wurde am 14. Januar 1950 Apostolischer Administrator von Macapá. Am 21. Juli 1955 ernannte ihn Papst Pius XII. zum Titularbischof von Hadriani ad Olympum und zum Prälaten von Macapá. Der Erzbischof von Mailand, Giovanni Montini, spendete ihm am 13. November desselben Jahres die Bischofsweihe; Mitkonsekratoren waren der Bischof von Kaifeng, Gaetano Pollio PIME, und der Bischof von Jixian, Mario Civelli PIME.
Pirovano trat am 27. März 1965 als Prälat von Macapá zurück. Am gleichen Tag wurde er zum Generalsuperior des Päpstlichen Instituts für die auswärtigen Missionen gewählt. Seine Amtszeit endete 1977.
Aristide Pirovano nahm an allen vier Sitzungsperioden des Zweiten Vatikanischen Konzils teil.